# Auriol
Auriol (okzitanisch Auriòu) ist eine französische Gemeinde mit 12.986 Einwohnern (Stand 1. Januar 2022) im Département Bouches-du-Rhône in der Region Provence-Alpes-Côte d’Azur.

## Geografie
Die Gemeinde liegt rund 25 Kilometer nordöstlich von Marseille und rund zwölf Kilometer nördlich von Aubagne. Der Ort wird von der Huveaune durchflossen. Teile des Gemeindegebietes gehören zum Regionalen Naturpark Sainte-Baume.
Nachbargemeinden von Auriol sind La Bouilladisse im Norden, Trets im Nordosten, Saint-Zacharie im Osten, Plan-d’Aups-Sainte-Baume (beide Département Var) im Südosten, Gémenos im Süden, Roquevaire im Südwesten und La Destrousse im Nordwesten.

## Geschichte
Der Fluss Huveaune lieferte die Grundlage für die Landwirtschaft auf dem Gebiet des heutigen Auriol. Bereits in der Antike entstand hier eine blühende Stadt. Der Schatz von Auriol aus dem Jahr 480 v. Chr. stammt aus dieser Zeit. Später war der Ort Altersresidenz römischer Veteranen.
Der Ort wurde 814 unter dem Namen Le Polodium erstmals urkundlich erwähnt. 1576 bis 1584 zog über die Stadt eine Pestwelle her.
1697 tauchte erstmals das Wappen der Stadt auf. Um 1700 hatte sie schon 5000 Einwohner. Dann kam eine erneute Pestwelle, die Bevölkerungszahl sank. Als sie im 19. Jahrhundert wieder anstieg, wurde das Wachstum durch die Gründung der Gemeinde La Bouilladisse zurückgesetzt.

## Sehenswürdigkeiten
- Glockenturm aus dem 17. und 18. Jahrhundert
- Turmuhr
- Kapelle Sainte Croix

## Verkehrsanbindung
Bei Auriol gibt es ein Autobahndreieck, wo die A520 auf die A52 trifft. Die A520 endet hier nach nur drei Kilometern. Sie beginnt nahe dem Ortskern von Auriol. Somit hat der Ort eine schnelle Verkehrsanbindung nach Marseille.

## Bevölkerungsentwicklung
| Jahr      | 1962 | 1968 | 1975 | 1982 | 1990 | 1999 | 2008   | 2017   |
| Einwohner | 2741 | 3000 | 3278 | 5222 | 6788 | 9458 | 11.969 | 12.771 |